# Absdale
Absdale es una localidad de la provincia de Zelanda (Países Bajos), situada 32 km al suroeste de Bergen op Zoom. En 2005 tenía una población de 150 habitantes.